# Ізотоксальна фігура
Многогранник, многокутник або мозаїка є ізотоксальним або реберно-транзитивним, якщо його симетрії діють транзитивно на його ребрах. Неформально це означає, що об'єкт має тільки один вид ребер — якщо дано два ребра, існує паралельне перенесення, поворот і/або дзеркальне відображення, що переводить одне ребро в інше, не змінюючи області, займаної об'єктом.
Термін ізотоксальний походить від грецького τοξον, що означає дуга.

## Ізотоксальні многокутники
Ізотоксальний многокутник завжди є рівностороннім, але не всі рівносторонні многокутники ізотоксальні. Многокутники, двоїсті ізотоксальним многокутникам є ізогональними многокутниками.
У загальному випадку ізотоксальный 2n-кутник матиме Dn (*nn) діедричну симетрію. Ромб є реберно-транзитивним многокутником із симетрією D2 (*22).
Всі правильні мнгогокутники (правильний трикутник, квадрат і т. д.) ізотоксальні, маючи подвоєний мінімальний порядок симетрії — правильний n-кутник має Dn (*nn) діедричну симетрію. Правильний 2n-кутник є вершинно-транзитивним многокутником і його вершини можна позначити по черзі двома кольорами, що видаляє осьову симетрію через середину ребер.
| D2 (*22) | D3 (*33)                 | D3 (*33)              | D3 (*33)                   | D4 (*44)             | D4 (*44)             | D5 (*55)               | D5 (*55)                             | D5 (*55)                |
| Ромб     | Рівносторонній трикутник | Увігнутий шестикутник | Самоперетинний шестикутник | Опуклий восьмикутник | Опуклий восьмикутник | Правильний п'ятикутник | Самоперетинна (правильна) пентаграма | Самоперетинна декаграма |
| -------- | ------------------------ | --------------------- | -------------------------- | -------------------- | -------------------- | ---------------------- | ------------------------------------ | ----------------------- |
|          |                          |                       |                            |                      |                      |                        |                                      |                         |

## Реберно-транзитивні многогранники і мозаїки
Правильні многогранники є ізоедральними (гране-транзитивними), ізогональними (вершинно-транзитивними) і ізотоксальними (реберно-транзитивними). Квазіправильні многогранники є ізогональними й ізотоксальними, але не ізоедральними. Їхні двоїсті многогранники ізоедральні й ізотоксальні, але не ізогональні.
| Квазіправильний многогранник                              | Квазіправильний двоїстий многогранник | Квазіправильний зірчастий многогранник                                                    | Квазіправильний двоїстий зірчастий многогранник               | Квазіправильна мозаїка                                                            | Квазіправильна двоїста мозаїка |
| --------------------------------------------------------- | --- | ----------------------------------------------------------------------------------------- | ------------------------------------------------------------- | --------------------------------------------------------------------------------- | ------------------------------ |
| Кубооктаедр є ізогональним і ізотоксальним многогранником | Ромбододекаедр є ізоедральним і ізотоксальним многоранником \| Великий ікосододекаедр є ізогональним і ізотоксальним зірчастим многогранником | Великий ромбічний тридцятигранник є ізоедральним і ізотоксальним зірчастим многогранником | Тришестикутна мозаїка є ізогональною й ізотоксальною мозаїкою | Ромбічна мозаїка є ізоедральною й ізотоксальною мозаїкою із симетрією p6m (*632). |                                |

Не будь-який многогранник або 2-вимірна мозаїка, що складаються з правильних многокутників, є ізотоксальними. Наприклад, зрізаний ікосаедр (знайомий нам за футбольним м'ячем) має два типи ребер — шестикутник-шестикутник і шестикутник-п'ятикутник і немає можливості симетрією перевести ребро шестикутник-шестикутник у шестикутник-п'ятикутник.
Ізотоксальний многокутник має такі самі діедричні кути для всіх ребер.
Існує дев'ять опуклих реберно-транзитивних многогранників, утворених із правильних многогранників, 8, утворених з многогранників Кеплера — Пуансо, і ще шість є квазіправильними зірчастими многогранниками (3 | p q) і їх двоїстими.
Існує 5 многокутних реберно-транзитивних мозаїк на евклідовій площині і нескінченно багато на гіперболічній площині, включно з побудовами Візоффа з правильних гіперболічних мозаїк {p, q} і неправильних (p q r) груп.